# You & I (IUの曲)
「You & I」（ユー・アンド・アイ）は、IUの日本での2枚目のシングル。2012年7月18日にEMIミュージックジャパンから発売された。2011年11月発売の2ndアルバム「Last Fantasy」に収録された「너랑 나（You & I）」の日本語版。

## 概要
前作「Good Day」より約4ヶ月ぶりのシングル。初回盤A・B、通常盤の3種形態で販売。PVは、IUが自らタイムマシンを開発し恋人との恋の行方を見に行く様子が描かれた韓国語版とは違う設定で製作された。振付師はジョン・ソンウク。時計の針の動きを真似たダンスが特徴で、他にも手をにぎにぎさせる動作などでIUの子供のような純粋でキュートな魅力を引き出している。

## 収録曲
CD
1. You & I (Japanese Version）
作詞：Eana Kim 日本語詞：小林夏海　作曲：Min-Su Lee
2. 少年時代
作詞 井上陽水　作曲：井上陽水、平井夏美　編曲：吉俣良
3. You & I (Japanese Version [FPM TECHNORCHESTRA MIX]) 【初回盤A】のみ収録。
4. You & I (Instrumental) 【通常盤】のみ収録。

DVD
- 【初回盤A】

1. IU Friendship Showcase ～Spring 2012～
2. Making of 「You & I」 Music Video

- 【初回盤B】

1. 「You & I (Japanese ver.)」 Music Video
2. 「Every End Of The Day」 Music Video

## 仕様
- 【初回盤A】CD+DVD
- 【初回盤B】CD+DVD
- 【通常盤】CD